# Новая улица (Ломоносов)
Но́вая улица — улица в городе Ломоносове Петродворцового района Санкт-Петербурга, в историческом районе Мартышкино. Проходит от Горской до Балтийской улицы.
Название известно с 1913 года.

## Перекрёстки
- Горская улица
- улица Некрасова
- Балтийская улица